# Eumerus guamensis
Eumerus guamensis är en tvåvingeart som beskrevs av Tokuichi Shiraki 1963. Eumerus guamensis ingår i släktet månblomflugor, och familjen blomflugor.
Artens utbredningsområde är Guam. Inga underarter finns listade i Catalogue of Life.